# (7627) Wakenokiyomaro
(7627) Wakenokiyomaro (1977 DS4) – planetoida z grupy pasa głównego asteroid okrążająca Słońce w ciągu 4 lat i 319 dni w średniej odległości 2,87 j.a. Została odkryta 18 lutego 1977 roku.